# 脫北者
脱北者（韓語：탈북자）又稱逃北者:4、脱北民，前稱歸順者（귀순자），大韩民国官方稱呼其為北韓離脫住民（북한이탈주민）、北韓流亡人士。朝鲜民主主义人民共和国当局一般称其为越南者，在台灣以外的部分華語地區稱為北韓難民或者朝鮮難民，是指通過非正常渠道离开朝鮮民主主義人民共和國到达其他國家的朝鲜国民:4。本來專指從朝鲜离开到韩国的人，現在泛指所有透过非正常渠道离开朝鲜的人。

## 脱北者相关

### 国籍、难民身份认定，是否遣返
韩国主张拥有朝鲜半岛的主权（参见：朝鮮半島南北關係、国籍法 (韩国)）。《大韩民国宪法》第三条规定：
|                | 大韓民國的領土為韓半島及附屬島嶼。 |
| ——大韩民国宪法 |                                    |

此条法令将朝鲜半岛及其附属岛屿均视为大韩民国领土。包括脱北者在内的全体朝鲜民主主义人民共和国国民在法理上也是大韩民国公民。1997年，韩国制定《保护并支持北韩居民法案》。设立脱离北者营地，按一定程序审查、接纳脱北者:5。极少数的中国籍脱北者（朝鲜华侨），韩国政府认定为無國籍人士。
朝鲜、韩国在1991年同时加入联合国，但与韩国相比，朝鲜外交更为“孤立”。各国对脱北者国籍、难民身份认定、是否遣返可能大相径庭。国籍或认定为朝鲜公民，或认定为韩国公民。以泰国为例，泰国政府因没有签署《難民地位公約》而无法认定脱北者为难民，依照与韩国政府的协议，以「非法入境者」身份遣返韩国。
签署《難民地位公約》的国家中，难民身份、是否遣返亦有不同。中国与朝鲜在1986年签订边境条约。中国政府将脱北者视为非法入境的朝鲜公民，一般情况下不实施抓捕，如果抓到才以遣返朝鲜政策为主，少数从人道主义角度出發，准予前往第三国定居，但很少送往韓國。美国政府允许脱北者申请难民身份。2004年，时任美国总统小布什签署《朝鲜人权法案》，给予脱北者帮助。同时，该法案指责中国遣返脱北者:5—6。2013年5月，韩国被添加进加拿大国会为减少难民审批而设置的安全国家名单。是为防范从韩国移至加拿大的朝鲜难民（脱北者）。同年，加拿大移民部难民申诉部门处理的个案中，认为经由韩国抵达加拿大的脱北者为韩国公民，不应视为难民。加拿大难民上诉法庭支持移民部观点，裁定剥夺案件中脱北者的难民资格。

### 朝鮮國內相關
脫北者始於1994年开始的朝鮮飢荒。而與亞洲鄰國相比，朝鮮被認為是高度威權體制國家，政府在國内實行嚴密的政治控制:6。普通民眾合法的跨國移民幾乎没有，而脱北者是指因為朝鮮境内生活困苦或渴望自由等理由而逃離朝鮮的人。近年來亦有不少朝鮮政府官員與士兵脫北。2012年以来，隨著朝鮮國内經濟状况改善和中朝兩國管理日漸嚴格，脫北者數量總體上在減少。
1987年朝鮮刑法第47條規定，“背叛祖國及人民，叛逃至其他國家/地區或逃往敵對國家者，……處七年有期徒刑或加重勞動改造。情節嚴重的，處死刑、並處没收個人全部財產。”第117條規定，“非法越境者，處三年有期徒刑或輕微勞動改造”。在普通民眾生存困難、脫北人數上升的背景下，1999年增加了區分“非法越境”和“企圖顛覆政權的越境”的處罰的規定。2004年，又增加了對“越境”和“多次越境”的區分。整體来说，朝鮮政府對普通脫北者的處罰是逐漸減輕的:6。
有中國學者指出，由於朝鮮政治控制的現實，境外媒體、人權組織對脱北者遣返回國將受到酷刑和不人道待遇的多有渲染。這亦成為第三國指責中國遣返脫北者政策的原因之一:6。
根據《每日北韓》的報導，在COVID-19疫情之前，對於生活在北韓邊境地帶的民衆來講，橫跨鴨綠江前往中國購置物品是一件稀鬆平常的事情。但是由於北韓自COVID-19疫情以來一直嚴密封鎖邊境地帶，即便北韓境內的COVID-19疫情已經退去，北韓政府仍然維持邊境地帶的嚴密封鎖。因此，可供北韓民衆脫北的狀況是每況愈下。有鑒於此，當生活在北韓邊境地帶的民衆聽聞有成功脫北的消息時，想到這些和他們一樣的民衆突破種種艱難險阻，無論是人民班的監視還是邊境的重重機關，最終跨越北韓邊境地帶成功脫北，心中都油然而生羡慕之情。
自北韓放棄統一以來，北韓政府爲強調與南韓的敵對性開始著手破壞原先連結兩韓之間的公路與鐵路，同時在兩韓邊境地帶加碼防禦工事的修築。韓國聯合參謀本部認爲北韓此舉主要目標，是爲降低北韓民衆脫北的成功率。但是即便如此，在2024年8月至9月間仍有3名北韓民衆透過直接跨越兩韓邊界線的方式進入南韓。其中2024年8月8日的脫北者是跨越漢江入海口共用水域入境南韓，2024年8月20日的脫北者是一位朝鮮人民軍，透過跨越軍事分界線的方式入境南韓，而2024年9月17日的脫北者是透過深夜時段乘坐木筏南下越過北方界線入境南韓。

### 總人數
截至2024年9月份，有34259人。歷年來，在第三國處於定居狀態的脫北者總人數無確切數據。由朝鮮邊境的地理特點，中朝之間漫長的陸地邊境線、三八線的嚴密封鎖和海上逃亡的風險，脫北者通常選擇陸地邊境離開朝鮮。最先進入中國東北地區。一般認為，脫北者大都滯留在中國境内:4。聯合國難民署統計，截至2011年末，英國、德國、加拿大是脫北者最多的三個西方國家。2012年，在加拿大申请難民身份的朝鮮人（脫北者）為718人。

## 各國脫北者狀況

### 在中国大陆的脱北者

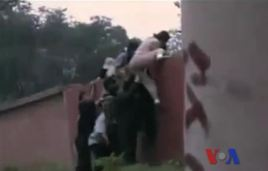
2001年起，中国一再发生朝鮮脱北者闯外国驻华机构的事件

从1953年朝鮮戰爭結束後，就开始有脱北者陆续从朝鲜进入中國境内，但真正引起关注是从1990年代中期朝鲜饥荒后才开始:6。截至2012年，在中国大多数居住在东北，这些人进入中国后，即成为非法移民。部分未能前往韩国的在华脱北者，女性常會遭到人口販子販賣給當地鄉下的農民作為妻子，不過由於是非法移民，被抓到仍會被遣返，且其生的中朝混血小孩亦不具中國公民身分，而男性就會在朝鮮族人聚居的地方打工，然而中國朝鮮族大多數都會說普通话，因此脫北者很容易被識破。受非法身份限制，他们多从事体力劳动。亦有参与偷窃、抢劫、勒索、走私和黑市交易等非法活动。2000年代激增的脫北者也給中國東北地區治安和經濟帶著巨大壓力。中朝两国对脱北者采取严厉的措施后，亦产生了大量的多次脱北者。1990年代末至2000年代初，韩国非政府组织亦开始介入脱北者问题，使之成为国际外交问题:5。
部分人试图逃進韓國驻沈阳的领事馆以求被送至韓國，但中国政府近年來加强了对韓國驻沈阳领事馆的安保。因此脱北者也开辟逃往韓國的新途径：其中之一是去往蒙古国边境，因為雖然蒙古政府试图保持与朝韓的关系，但較同情脱北者。然而，这条路径需要穿越戈壁沙漠，因此选择的人不多；还有人前往东南亚国家，例如泰国，脱北者在那被官方认定为非法移民，并以此罪名在监狱中服刑完畢后被送往韓國，但实际上他们往往在进入泰国之后就立即向警方自首。此外也有脫北者選擇逃往日本，雖然日本政府對待脱北者較為友善，也比起其他國家來要安全得許多，但日本與朝鮮半島之間相隔著日本海，最近距離至少約500公里，因此选择的人数也是一樣不多。

### 在俄罗斯的脱北者
韩国庆熙大学的一份研究表明：粗略估计有10,000名朝鲜人居住在俄罗斯远东地区。

### 在韩国的脱北者
截止2011年，在韩国一共生活着2.3万名脱北者，约有70%的脱北者曾向朝鲜的家人输送过钱财，以帮助生活困难的家人，而这些汇款资金大多经中国流入朝鲜。事实上，韩国并非全数接纳每一名脱北者，至今仍有很多脱北者滞留在中國、泰国、俄罗斯等地。
| 年份    | 男性 | 女性  | 總計  |
| ------- | ---- | ----- | ----- |
| －1998  | 831  | 116   | 947   |
| －2001  | 565  | 478   | 1043  |
| 2002    | 510  | 632   | 1142  |
| 2003    | 474  | 811   | 1285  |
| 2004    | 626  | 1272  | 1898  |
| 2005    | 424  | 960   | 1384  |
| 2006    | 515  | 1513  | 2028  |
| 2007    | 573  | 1981  | 2554  |
| 2008    | 608  | 2195  | 2803  |
| 2009    | 662  | 2252  | 2914  |
| 2010    | 591  | 1811  | 2402  |
| 2011    | 795  | 1911  | 2706  |
| 2012    | 404  | 1098  | 1502  |
| 2013    | 369  | 1145  | 1514  |
| 2014    | 305  | 1092  | 1397  |
| 2015    | 251  | 1024  | 1275  |
| 2016    | 302  | 1116  | 1418  |
| 2017    | 188  | 939   | 1127  |
| 2018    | 168  | 969   | 1137  |
| 2019    | 202  | 845   | 1047  |
| 2020    | 72   | 157   | 229   |
| 2021    | 40   | 23    | 63    |
| 2022    | 35   | 32    | 67    |
| 2023    | 32   | 164   | 196   |
| 2024.12 | 26   | 210   | 236   |
| 總計    | 9568 | 24746 | 34314 |

北韓變節官員中，最高級是曾任最高人民會議議長、朝鮮勞動黨書記與金日成綜合大學校長的黃長燁。2010年4月，韩国表示其破获了朝鲜计划刺杀黄长烨的阴谋，并逮捕了两名冒充“脫北者”的朝鲜间谍。

### 在其它國家或地區的脱北者
泰国
2008年，泰国政府敦促韩国政府安排数百名脫北者前往韓國。泰國移民局數據，2016年有535名朝鮮人抵達泰國。2017年頭半年，已經有385人抵達泰國，每週抵達人數呈現上升趨勢。《路透社》引述泰國移民局官員指出，單計泰國北部，平均每周有20至30名脫北者抵達。
 日本
2007年，4名脫北者由海路漂往青森縣深浦町後被救起送往韓國。
2011年，9名從咸鏡北道經海路逃往韓國的脫北者因遇上暴風雨而決定逃向日本，在石川縣能登半島前海被救起後交到韓國。
2016年，山口縣警方於長門市發現一名游上岸的外國男子，疑似為逃離北韓的脫北者。
 英國
有的脫北者潛逃到英國，他們的居住地點多為倫敦的西南區。
2016年，朝鮮駐英國外交官太永浩逃往韓國。
 香港
2016年，一名年約18歲的朝鮮青年李鐘由(音譯，原名Ri Jong-yol)，利用到香港參加第57屆國際數學奧林匹克競賽的機會悄悄脫隊，向韓國駐香港總領事館尋求政治庇護。一開始北韓代表團以為學生遭人擄走，後透過閉路電視發現李鐘由自行離開香港科技大學校園。在領事館期間，曾被媒體捕捉到其在窗邊的影像。李鐘由的數學專長，曾讓他成為北韓菁英駭客的考量人選。
 馬爾他
2016年，兩名北韓勞工在馬爾他當地乘船逃至南韓，另外據報還有一名北韓勞工在當地下落不明。

## 各國對脫北者的態度

### 朝鮮民主主義人民共和國
在金日成時期，跨過中朝邊境的鴨綠江逃往中國的脫北者在過了江之後，朝方士兵就依照國際慣例不再對他們開槍。但金正日繼位后，就改變策略强化管制，無論脱北者過不過江一律開槍射殺。在中朝邊界上看到脱北者的屍體很常見，這些屍體都是順水漂流到中國一方，如2003年10月3日至4日，在吉林某地的鴨綠江中，中国警察打撈出朝鲜人屍體男性36具、女性20具，其中有5名男孩和2名女孩共7名兒童。如今脱北者的親屬會受到監視，但除非脱北者本身在朝鮮具有相當的影響力，否則一般親屬並不會遭受懲罰。
2012年7月31日，朝鮮統一戰線部對前越北者韓國人權運動家金永煥和脱北者出身的新國家黨議員趙明哲、自由朝鮮放送代表金成民、自由北韓運動聯盟代表朴相學發表聲明威脅稱，「『即便翻遍整個地球，也不會放過他們。』、『醜惡的變節者』﹑『極其惡劣的民族叛徒』。」
2015年8月，Daily NK發表報導稱朝方在兩江道的鴨綠江和圖們江流域建立鐵絲網和石牆以阻止脱北者過江，同时安全人員加強了巡邏。12月底報導稱兩江道國家安全保衛部以協助80多名脱北者的罪名於9月中旬處決了惠山市5名居民。
2016年，Daily NK發表報導稱朝方在1月核試驗之后向負責朝中邊境沿線警戒的部隊下達了“徹底切斷非法渡江和電話通話的指示”，針對邊境地區流動人口和跟中國的電話通話加強了嚴控，2月派遣了三名國家保衛部專員到中國逮捕和遣送脱北幹部。4月為整頓邊境地區下令搬遷鄰近鴨綠江的兩江道惠山市惠江洞的300户居民。並於6月以叛國罪論處，雖然這並沒有遏止管制人員的收賄行為。8月國家安全保衛部針對脱北家庭加強了跟隨監視活動。咸鏡北道發生水災後，又於10月組織會寧市的道保衛省化學處、電波管理局，以及清津市和茂山郡的無線電專家，搜捕使用中國手機的用户來防範脱北事件。
根據Daily NK的報導，2020年因應新冠疫情流入朝鮮，封鎖邊境的情況下，在中國的保衛部跟安全部被要求和中國公安合作，秘密搜捕逃跑者；且駐中國大使館和俄羅斯等地工作的保衛省人員也被下達一樣的指示。
2024年3月的報導, 如果住在平壤的北韓民眾家庭親屬經國家保衛省查核發現有脫北者，則這個被查出脫北者的家庭會無條件舉家被驅逐出平壤。12月的報導則有朝鮮保衛部，威脅內陸地區脫北者家屬，強迫他們自首的案例。根據路透社9月從脫北者的訪談中，更說明中國加強與朝鮮邊防脫北者的捕捉，可能透過監控脫北者, 有和朝鮮談判的籌碼。這些狀況都可能讓未來的脫北行動更加困難。
與朝鮮官方的強硬態度相比，邊境的平民和基層邊防部隊士兵對待脱北者態度模糊。有脱北者表示，在饑荒時期只需要賄賂士兵就可以被偷偷放行，原因可能是基層士兵和平民也深受飢荒威脅，對於捨生逃難的難民也會有同理心和同情。

### 大韓民國
韩国於联合国人权理事会第19届会议關於朝鲜“脱北者”的问题讨论上，“敦促所有直接有关国家秉承不驱回的原则，从而避免使这些（「脱北者」）处于绝望的境地，这样的后果很严重。”
。
韓國民间团体曾於首爾的中國駐韓大使館前集會，要求中国停止遣返朝鲜难民。
南韓政府會對入境南韓的脫北者，發放一筆稱爲「脫北者定居基本金」的生活安置費。在2024年，南韓政府對脫北者所發放的生活安置費用爲1000萬韓元。2024年8月27日，在南韓國務會議審議通過的2025年預算案中，擬定在2025年將入境南韓脫北者的生活安置費提升至1500萬韓元。
根据韩国政府发布的《关于保护弃朝人员及支援其定居的法律》，表明归顺意愿的朝鲜居民（即“脱北者”）被列为定居帮扶对象。此类人员通常会先被安置在情报机构的保护设施，随后送往统一部下属的弃朝人员定居支援事务所接受必要培训，最终融入韩国社会。

### 中华人民共和国
出于政治上的考慮，2012年以前，對於逃到中國的脫北者，中国政府一直将其看做非法入境者，乃是出於經濟目的（认为他们是“经济移民”）進入中國，否認他們是難民，并不顾韩国的反对多次遣返脱北者。中国研究者认为，在外国非政府组织和相关国家操作下，中国境内的脱北者问题已演变成“危及中国治安、影响中国与周边国家关系及國际形象的国际问题，成为中国外交面临的一个新挑战”:3。
2001年4月，韩国非政府组织策划脱北者张吉洙七人闯入联合国难民署驻华代表处，要求前往韩国。经过协调，张吉洙七人前往韩国。中国研究者将这一事件视为韩国非政府组织将脱北者问题国际化的“试水之作”。此后至2012年，在中国境内发生数十起脱北者冲闯韩国、日本和西方国家驻华使领馆和各地国际学校的事件。欧盟和美国政府将之作为人权问题的典型案例向朝鲜和中国施压:6。
2012年中国主流媒体首次披露一个朝鲜家庭成功脱北的经历。在此之前，其中一张图片曾作为在华脱北者的典型在网络上广为流传。同年2月17日，韓國部分政府人士和团体举行示威活动以抗议中国政府遣返在东北地区逮捕的几十名朝鲜脱北者，要求中国政府从“人道主义”立场出发中断遣返。2月22日，韩国总统李明博就脱北者问题向中国喊话，引发舆论关切。同日，中国外交部发言人洪磊在例行记者会上表示：“韓國领导人提到的朝鮮人不是难民，而是因经济原因进入中国境内，是非法入境者。中方一贯根据国内法、国际法和人道主义原则，谨慎、妥善处理非法入境朝鮮人问题，符合各方利益和国际惯例。人权理事会不是讨论上述问题的场合。我们反对将这一问题难民化、国际化、政治化。”23日，中國官方媒体《环球时报》发表社评称，韩国仅“口头上欢迎所有‘脱北者’”；皆是因为中国政府“在一定程度上‘限制了’在华‘脱北者’进入韩国”，首尔才敢这样大张旗鼓地做道义上的好人。中韩政府在脱北者问题上本已达成谅解，但韩国一些激进人士出来搅局，韩国政府完全放弃说服国内的责任，将难处一股脑推给中国；而韩国舆论以为中国可以“随时伺候韩国的每一个要求”，中国真的做不到。
2012年4月18日，据日本《读卖新闻》的报道，为报复朝鲜不顾国际社会反对、且未先征询中国方面意见而擅自发射卫星的行为，中国政府已停止了对脱北者的遣返行为。一名中国官员表示，停止遣返脱北者是由于北京当局已经“被自己这个麻烦的邻居惹火了”，因为朝鲜“对其盟友并未给予必要的关注”。4月19日中国外交部的新闻发布会上，有记者向外交部发言人刘为民提问，要求证实并介绍中国对待“脱北者”问题政策的改变，刘为民表示“不知情”。
2013年9月25日，据Daily NK的报道，为防止朝鲜百姓入境犯罪行为，中国当局在中朝边境地区更换铁丝网，并且建设高达5米的河坝。
2014年8月12日，据英国天空新闻报道，中国边防武警在中国和老挝边境逮捕了11名脱北者后并没有将他们遣返回朝鲜，而是罕见地将他们全部释放，交给了韩国政府。虽然中国政府不曾公开承认此事，但这一举动被视作中国调整对脱北者政策的一个标志。这些脱北者大多为二三十岁的年轻女性，包括一名4岁儿童。
2016年4月，中國一家朝鮮駐外餐廳的13名朝鮮人集體投奔韓國。对此中國外交部發言人陸慷於4月11日的例行记者会上称：“经过调查，13名朝鮮籍人員於6日凌晨持有效護照正常出境。需要特別强调的是，这些人持有的都是有效身份证件，合法出入中国国境。”这意味着该批脱北者是被中國政府合法放行。中國政府的這一舉動也被视为中朝关系不如以往的表现。10月，中國吉林龍井市開山屯镇修復被洪水冲垮的用来阻止脱北者入境的鐵絲網，并对资助、收留、安置非法入境的脱北者的行为予以500元罚款。12月，据Daily NK的报道，中国辽宁省沈阳市公安部门于11月底先后逮捕了38名脱北者，并押送到中朝边境地区，而朝鲜国家安全保卫部也向中国公安部门支付黄金要求协助逮捕脱北者。
據Daily NK的報道，中國公安機關自2024年3月中旬開始，對列於管理名單上並居住在遼寧省瀋陽市的脫北者釋放「如果脫北者在試圖逃往南韓的途中被拘捕，則會被無條件遣返回北韓境內，而一旦被遣返回北韓境內則是槍決」的訊號，並要求這些列於管理名單上的脫北者在中國境內安分守己地生活。而針對曾經執行過逃往南韓行爲且被拘留的脫北者，中国公安機關在致電中使用的警告措辭會更爲嚴厲。
2024年6月，中國外交部發言人表示「在中國不存在所谓『脫北者』一說，因經濟原因、通過非法入境方式來華的人員不是難民。對於这些人，中方一貫堅持根據國內法、國際法和人道主義相結合的原則立場進行處理」。
除中國政府的處理外，對普通民眾是否愿意接纳脱北者有相反的观点。中國研究者指，2000年代初，在脱北者激增、犯罪增加的背景下，中国邊境民眾對脫北者的態度由同情、主動救助，轉為强烈抵制。要求公安機關抓捕、遣返、杜絕脱北者:6。根據2016年4月《美国之音》对脱北者相关事件的报道，在对延边州居民的个人采访中，其个人表达了对脱北者的同情，但作为受脱北者深刻影响的边境居民，“‘不深入接触，不举报’是我们的基本准则，而政府主导的容留脱北者是我们所不能接受的。”同年5月，大赦国际发布“难民受欢迎指数”，称中国民众是最欢迎难民的人，愿意接纳逃离战争和迫害的人士。对于这一调查，大多数中国网民对此表示质疑，而在第二年發生的姚晨难民事件即表达了中国民众反对接纳难民的情绪。

### 日本
日本政府對於脫北者的態度要較為友善，雖然日本與韓國政府間常就歷史問題相互指責，但一些逃入日本的脫北者通常都會受到妥善的照顧，並都會被遣送至韓國當地，曾有想從海路逃至韓國的脫北者，因為海象不佳而決定逃往日本避難的案例。
對脫北者來說相較於中國政府，日本政府通常會將脫北者交予韓國政府，因而在人身自由和風險方面日本都要比中國安全許多，然而北韓與日本間隔著相對寬廣的日本海，對脫北者來說不論財力還是體力要逃去日本列島都是非常嚴峻的考驗。

### 蒙古国
相較於中國和東南亞各國政府，蒙古和日本一樣，對於脫北者態度是表示同情的，通常少數逃往蒙古國的脫北者最後有都會被遣送至韓國當地，但由於地理條件限制加上中蒙邊界都是以沙漠氣候為主，對脫北者來說逃往蒙古除了要躲避中國軍警的追捕外，要如何穿越蒙古國廣大的沙漠尋求庇護也不是一件簡單的任務。

### 自由组织
根据世界人权宣言第十三条第二款：“人人有权离开任何国家，包括其本国在内，并有权返回他的国家”，朝鲜自由联盟代表苏珊·索尔蒂（Suzanne K Scholte）致函联合国，呼吁采取措施让朝鲜居民了解《世界人权宣言》的内容。

## 脱北者的逃離路線

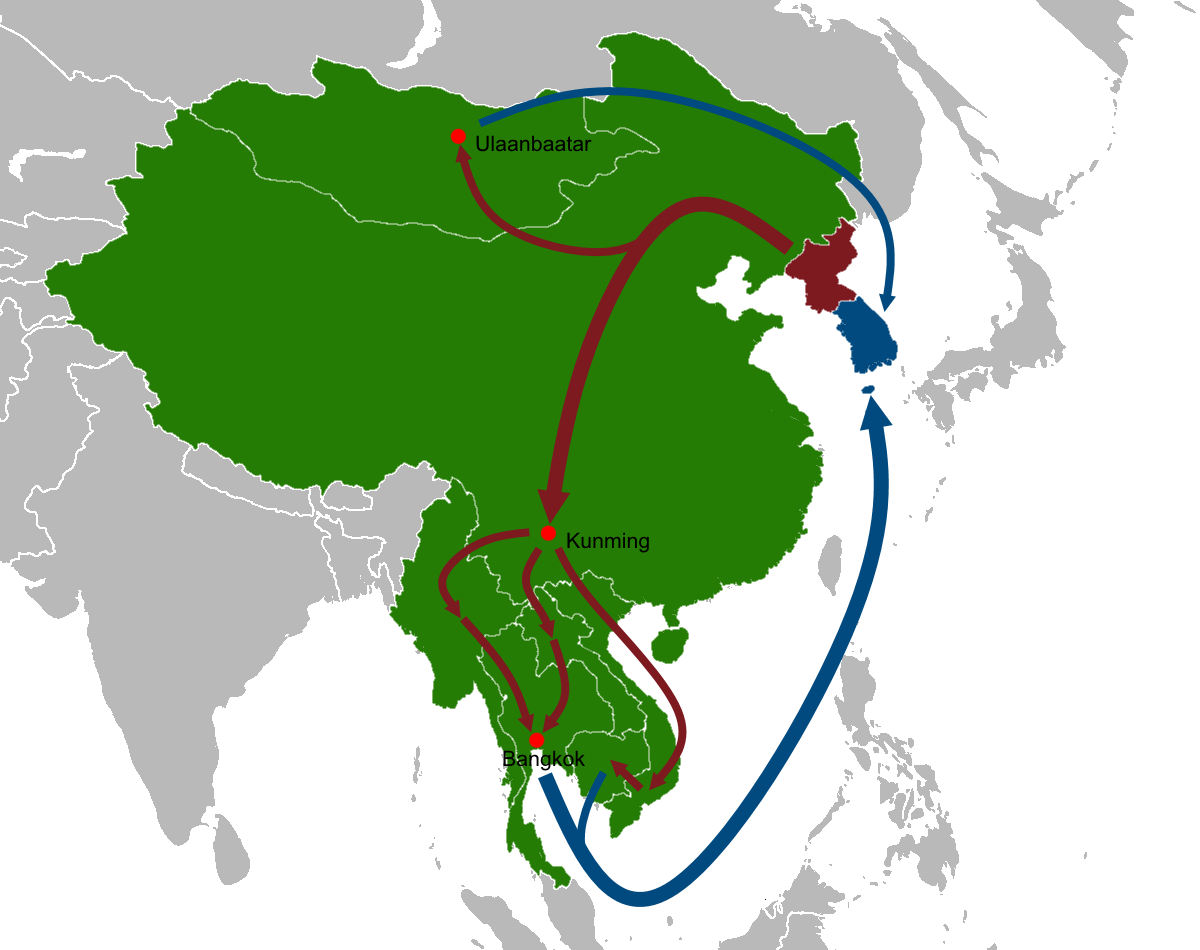
两条脱北者常用的逃亡韩国的路线

有部分朝鮮人民軍士兵透過在南北邊境三八線的衛兵暗中幫助下，直接逃到韩国，但也有部分人員越境失敗。為防避士兵潛逃，朝鲜當局在緩衝區实控一侧埋下大量地雷和電網以起到威懾作用。然而，更多人是透過前往中國，再投奔韩国大使館或其他外國機構的辦事處而得以到達韩国或第三國。另一方面，偶爾也有脫北者直接經由海路前往日本或是其他國家後逃向韓國。
- 逃往中国：朝鲜人穿越鸭绿江或圖們江，进入辽宁省或吉林省，东躲西藏，他们的目标是获得帮助前往沈阳並直接衝入韩国驻沈阳总领事馆，寻求去韩国生活。
- 逃往蒙古国：中国政府官方对待脱北者态度非常不明朗。如果人很少的话，冲击韩国驻沈阳总领事馆难度会非常高，因此部分到达中国的脱北者为了不被遣返会前往蒙古国边境。蒙古政府试图同時保持与朝韓的关系，但同情脱北者，只要碰到他們，一定会给予帮助和与韩国交涉。逃往蒙古国危险重重，还要穿过戈壁，如果没有帮助，要独自完成行動便非常困难[66]。
- 逃往东南亚：东南亚各国将脫北者一律视为非法移民，北逃者将被遣返韩国或者以此罪名在监狱中服刑之后被送往韩国。去泰国的脫北者实际上往往进入泰国边境之后就立即向警方自首。但前往东南亚路途太远，脫北者又没有合法身份，同样危险。在中国大陆境内，会面临被警方遣返朝鲜的风险[3]。
- 逃往日本：日本政府对待脱北者较为友善，同时比起其他国家要来得安全许多。由于水路相对安全，脫北者通过朝鲜咸镜北道進入日本海逃往日本。他们很多都是通过简易木船漂流，如果在漂流途中被韩国船只截获是最好的结果，如果一直漂流，由于朝鲜半岛和日本之间隔着相對遼闊的日本海，漂流时间越长意味着危险越多，食物越少。选择这个办法的人不多。
- 其他：一些獲得機會能夠出國的精英階層，如留學生、外交官等，或是派駐海外的勞工，會選擇看準機會於所在地直接變節，前往最近的韓國大使館尋求庇護，甚或直接與當地情報部門聯絡，在其協助下脫北前往韓國或第三國。

## 脱北者對社會的適應
很多从朝鲜逃往韩国的人员（脱北者）在韩国的生活并不像他们当初想象的那么顺利。由於長期居住在计划经济體制下，有相当多脱北者仍无法适应市场化的生活。他们不但找不到合适的工作，还经常受到韩国人排挤。而且他們所說的韓語雖尚能與韓国人交談，但都是帶著明顯的朝鲜口音。兩地的人都可以看懂對方的文字內容，但未必可以明白對方意思；同時由於朝韓長期對立，兩國都不允許自己的國民與另一方的國民進行文化交流，脫北者多數只會寫朝鲜文化語，與韓国人使用的標準語有不少的差異，例如後者比前者有更多的外來語，同時韓国也並沒有像朝鲜那麼徹底廢除漢字。因此很多脫北者為了不被韓国人歧視和標籤化，必須要學習韓国標準語及其拼寫標準（甚至於必須學習一些簡單的漢字），才可能進一步融入韓国人生活圈中。更令他们烦躁的是，在抵达韩国后，为了防止朝鲜间谍渗入，还要经过韩国相关部门反复严格的审查，而在此期间不能与家人相互见面，对待“脱北者”有较高的警惕性。
另一方面，很多脫北者在韓國也受到一定程度的文化衝擊，例如使用智慧型手機或是信用卡付款，發達的網路和西化的生活方式，年輕人的潮流打扮乃至於韓国情侶當眾的親密舉動（甚至當眾接吻）等無不讓來自較保守和落後的朝鲜的脫北者感到驚訝和尷尬。
英國廣播公司報導指出“韩国统计数字显示，朝鲜脱北者的自杀死亡率相当于全国平均水平的三倍以上”。在韓國的脫北者“除了下等工作以外没有更多的机会”。並指出“五成的脱北者描述自己在朝鲜时的社会地位是上层或者中产，但是，只有不到二成的人说他们在韩国是这种地位，绝大部分——超過七成的脫北者——描述自己是下层”
。
基于上述原因，在韓國也有因不適應南韓生活而尋求越北返回的朝鮮逃脫者。

## 著名的脫北者
- 姜哲煥
- 黃長燁（前朝鲜人民會議常設會議議長）
- 安明哲（前朝鲜集中营警卫）
- 安明進（前朝鲜间谍）
- 安赫
- 申東赫
- 李漢英
- 李顺玉（前朝鲜劳动党干部）
- 金高哲
- 張振成
- 李晛瑞
- 朴研美
- 李昌壽（北韓柔道運動員）
- 約瑟夫·金
- 太永浩（現任大韓民國民主和平統一諮詢會議事務處長、前任大韓民國國會議員、前朝鲜驻英國公使）
- 金賢姬（前朝鮮間諜，曾策劃大韓航空客機空難爆炸案的嫌疑人之一）
- 金勝一（前朝鮮間諜，曾策劃大韓航空客機空難爆炸案的嫌疑人之一，服毒自殺死後他的遺體運往南韓安葬）
- 卢今锡
- 吳青成
- 郑光日
- 趙成吉（前朝鲜驻意大利臨時代辦，以一等秘書身分代理大使職務，2018年失蹤，2019年7月逃至韓國，是继1997年黄长烨以来投奔韩国的朝鲜最高层级官员[71]）
- 柳賢雨（前朝鮮駐科威特臨時代辦，以參贊身分代理大使職務，2019年9月逃至韓國）
- 李一奎（前朝鮮駐古巴政務參贊，2023年11月逃至韓國）
- 全光進（前朝鮮人民保安省警員）
- 金芝善（化名，前朝鮮囚犯）
- 朱贤健

## 文化作品
- 电影《北逃》（又名逃北、十字路口）是根据2007年偷渡朝鲜难民故事改编的韩国电影。本片讲述朝鲜普通工人为了给妻子治病铤而走险偷渡到中国，经过多次辗转以冲击外国大使馆的方式被送到韩国，但却与妻儿天人永隔的悲劇性的故事。
- 电影《偉大的隱藏者》，由金秀贤、李玹雨、朴基雄等韩国影星联合主演的韩国电影。
- 电影《国境的南边》，讲述一对朝鲜情侣因脱北而发生的感情裂变和纠葛。
- 电影《同窗生》，讲述一位年轻的朝鲜特工假扮脱北者，以学生身份为掩护在韩国执行暗杀任务，期间遭遇校园霸凌、同窗女生的爱情、朝鲜情报部门的抛弃的故事。
- 纪录片《越过天国的国境》（천국의 국경을 넘다），韩国教育放送公社制作，第一部3集，第二部3集，大致上每集讲述一类脱北者。
- 推理小说《透明人的小屋》， 日本作家岛田庄司著。
- 偶像劇《異鄉人醫生》，李鍾碩主演一個身為脫北者的天才醫生。
- 偶像劇《該隱與亞伯》，韓志旼飾演的女主角是脫北者，任職導遊。
- 日本电影《家族的國度》，井浦新飾演的男主角是脫北者，因病獲准來到日本與家人們團聚。
- 香港漫畫《脫北者》共3期，由鄭健和主編。
- 香港紀錄片《飄》，由香港電視網絡有限公司製作，黃凱芹旁述。
- 香港紀錄片《在那遙遠的地方》，由電視廣播公司製作，洪永城主持。而TVB以首間獲北韓政府批准進入當地境內拍攝的華語電視台製作節目（早前已有俄羅斯電視台獲北韓政府批准進入當地境內拍攝[72]）。被坊間質疑此是否官方宣傳節目。[73]
- 电子游戏《彩虹六号：围攻》，第二年第四赛季的追加下载内容中，效力于韩国第707特殊任务营的代号为Vigil的干员化哲敬，在游戏设定中可能是脱北者。[74]
- Netflix韓國原創劇《魷魚遊戲》，鄭好娟飾演的女角姜曉是脫北者，為了弟弟參加遊戲。
- Netflix韓國原創劇《魷魚遊戲2》，朴圭瑛飾演的女角姜霞是脫北者，為找孩子成為遊戲裡的面具人。
- 電影《絕地逃生》，講述在鐵欄的另一邊夢想著生活還有明天的朝鮮士兵和必須阻止他的保衛部軍官之間拼命的逃跑和追擊的故事。

#### 延伸名詞
- 越北：指兩韓分裂後歸化或再次加入北韓的南韓人、在日朝鮮人或原脫北者等。
- 失鄉民（朝鲜语：실향민）：指因韓戰而迫於流離失所，逃離原鄉故居的韓半島難民。現今語境多指北韓難民。
- 朝鲜滯留人員：約2004至2016年間在朝鲜工作的韓國人。
- 高麗人集體流配
- 難民、非法移民

#### 相關事件
- 2002年日本駐瀋陽總領事館闖館事件
- 2012年北韓士兵敲門歸順事件
- 北韓綁架日本人問題

#### 題材作品
- 2000年书籍《平壤水族館》
- 2005年紀錄片《漢城火車》
- 2009年書籍《我們最幸福：北韓人民的真實生活》
- 2016年書籍《為了活下去：脫北女孩朴研美》

#### 類似術語
- 叛逃共和国者 (脫東者)：离开东德前往西方的人。
- 逃港：香港主权移交前，中国居民偷渡往英属香港事件。
- 反共義士、投共者、融陆者
- 自由之路行动：约1954年，从北越移居到南越的行动。

## 外部連結
- 南韓統一部 （页面存档备份，存于）
- 準備朝鮮半島的DailyNK （页面存档备份，存于）（英文）（中文）